# Сионская и Западноевропейская епархия
Сио́нская и Западноевропе́йская епа́рхия — каноническая и административная структура Русской древлеправославной церкви (РДЦ) на территории Израиля и стран Западной Европы.

## История
Сионская и Западноевропейская епархия Русской древлеправославной церкви была образована на Архиерейском соборе РДЦ в 25 октября 2005 года в связи с присоединением к РДЦ иерарха «Миланского синода» епископа Иякова (Барклая).
В ведении епархии один домовый храм в Иерусалиме и несколько общин в странах Западной Европы.